# Etymologischer Fehlschluss
Ein etymologischer Fehlschluss bezeichnet den Beweisfehler bei Definitionsdiskussionen, von der Herkunft (Etymologie) eines Wortes auf die tatsächliche Bedeutung zu schließen. Eine frühe Beschreibung des Phänomens findet sich bei Richard Whately, einem britischen Logiker. Sie wurde auch von J.S. Mill in seinem Werk A System of Logic aufgegriffen, das 1849 erstmals in deutscher Übersetzung erschien.

## Aufbau
Ein etymologischer Fehlschluss kann auftreten, wenn ein Wort im Laufe der Zeit seine Bedeutung ändert. Das Berufen auf eine vermeintliche „ursprüngliche Bedeutung“ ist folglich dann logisch nicht zulässig, da die ursprüngliche nicht mehr mit der aktuellen Wortbedeutung kongruent ist.

## Umgekehrter Trugschluss
Man darf jedoch nicht auf den umgekehrten Fehlschluss kommen, dass das betreffende Wort automatisch richtig verwendet wird. Wenn ein entsprechender Konsens bei bereits verwendeten Wörtern nicht vorherrscht, kann man dies nicht als entsprechende Wortbedeutung bezeichnen. Wortneuschöpfungen sind hierbei ausgenommen, da man sich dabei nicht auf ein bereits bestehendes Wort bezieht.

## Problematik mit Sprachentwicklung
Sprachwissenschaftler betonen, dass sich Sprache entwickelt und Wörter nicht auf ihre ursprünglichen Bedeutungen oder ihre Herkunft festgelegt sind. Denn wäre dies der Fall, müsste man zuerst die Herkunft eines Wortes kennen, um es im Alltag einsetzen zu können.
Allerdings kann es auch leichter zu Missverständnisse kommen, wenn ein Wort über längere Zeit mehrere Bedeutungen entwickelt. Außerdem kann es zum sprachlichen Framing führen, wenn ein Wort umfassender verwendet wird als ursprünglich bedacht.

## Beispiele
```
Franz: Paul ist ganz schön radikal. Er vertritt eine extreme Meinung.
Peter: Mit radikal meint man, dass man ein Problem an der Wurzel packen muss. Paul packt das Problem nicht an der Wurzel an oder ist gegen das herrschende System. Also ist er nicht radikal.
```

Peter hat bei seiner „Erkenntnis“ mehrere Tatsachen außer Acht gelassen:
1. So wird das Wort „radikal“ laut Duden[4] im deutschen Sprachgebrauch als Synonym für „extrem“ und „ideologisch“ verwendet.
2. Peters bekannte Bedeutung leitete sich vom lateinischen Wort radix ab, was Wurzel heißt. Mit „Etwas an der Wurzel anpacken“ hat dies ebenfalls nicht zu tun.
3. Radikal hat jede Menge mehr Bedeutungen als die von Peter benannte.

```
Wolfgang: Reich mir bitte mal den 
Schraubenzieher
.
Sebastian: Das heißt Schraubendreher, nicht Schraubenzieher. Man zieht damit keine Schrauben raus, sondern dreht sie raus.
```

In diesem Fall verwendet Wolfgang den in der Alltagssprache gängigen Begriff Schraubenzieher. Der von Sebastian bevorzugte Begriff Schraubendreher findet Verwendung in Fachnormen wie z. B. ISO 2380-1 oder ISO 28927-2 und wird von Teilen der Fachliteratur bevorzugt, konnte sich aber im allgemeinen Sprachgebrauch nicht durchsetzen. Beide Bezeichnungen werden je nach Literatur als terminologisch korrekt betrachtet, da Schrauben sowohl gedreht als auch festgezogen werden.